# Naudiz
Cette page contient des caractères spéciaux ou non latins. S’ils s’affichent mal (▯, ?, etc.), consultez la page d’aide Unicode.
Naudiz (variantes de transcription Nauđiz, Nauþiz, Nauthiz, Naudhiz) est la dixième rune du Futhark et la deuxième de la famille de Hagalaz. Elle est précédée de Hagalaz et suivie d'Īsaz. Elle est nommée Nyð en anglo-saxon et Nauðr en vieux norrois. Dans toutes ces langues, elle signifie « besoin ». Elle a donné, par exemple, l'anglais Need.
Le Codex Vindobonensis 795 donne un nom de lettre correspondant dans l’alphabet gotique sous la forme noicz, restitué en gotique comme nauþs (𐌽). *Naudiz est la forme reconstruite pour le proto-germanique à partir de cette correspondance et du vieux saxon nôd.
Cette rune notait à l'origine le son [n].

## Poèmes runiques
Les trois poèmes runiques décrivent cette rune :
| Poème runique | Traduction en français |
| --- | --- |
| Vieux norvégien ᚾ Nauðr gerer næppa koste; nøktan kælr í froste.                                                                  | Le besoin laisse peu de choix ; l’homme nu est glacé par le gel.                                                            |
| Vieil islandais ᚾ Nauð er Þýjar þrá ok þungr kostr ok vássamlig verk. opera niflungr.                                             | Le besoin accable la servante et état d’oppression et travail laborieux.                                                    |
| Anglo-saxon ᚾ Nyd byþ nearu on breostan; weorþeþ hi þeah oft niþa bearnum to helpe and to hæle gehwæþre, gif hi his hlystaþ æror. | Le besoin enserre le cœur ; bien qu’affliction fréquente des enfants, il apporte aide et salut s’ils l’écoutent auparavant. |